# Le Rastaquouère Rodriguez y Papanagaz
Le Rastaquouère Rodriguez y Papaguanas va ser una pel·lícula de comèdia muda francesa de 1906 dirigida per Georges Méliès.

## Trama
A la platja, una dona jove entra a una cabana de platja per canviar-se del vestit de bany per la roba de carrer. Un jove dandi, intentant coquetejar amb la dona, s'atura en un restaurant al costat del mar prop de la cabana de bany per escriure-li una nota amorosa. La dona, en veure'l escriure, canvia ràpidament de lloc amb el seu marit en una cabana de platja veïna. El dandi, ajupit per posar la seva nota sota la porta, es sorprèn quan el marit li aboca una gerra d'aigua. El dandi sorprès tomba la cabana de platja. Cau sobre alguns comensals del restaurant, que enfadats empènyer el dandi dins de la caixa, s'amunteguen cadires i taules, l'aixequen a l'aire i li donen una sacsejada. El xef del restaurant acaba amb el càstig del dandi esgotat abocant-li una bossa de farina. La jove, havent-se posat la roba de carrer, abandona la cabana de platja del seu marit i s'uneix a la burla general de l'intent de coqueteig a la vora del mar.

## Alliberament i recepció
La pel·lícula va ser estrenada per la Star Film Company de Méliès i està numerada del 871 al 873 als seus catàlegs. A Amèrica, el número del 24 de novembre de 1906 de The New York Clipper va mencionar Le Rastaquouère Rodriguez y Papanagaz i Les Quatre Cents Farces du diable com les últimes importacions de l'estudi de Méliès.
Un article de 1907 a The Moving Picture World, que informava sobre un jutge de Chicago que afirmava que nickelodeon estava relacionada amb la delinqüència juvenil, inclou Le Rastaquouère Rodriguez y Papanagaz en una llista de pel·lícules arriscades mostrades aquell cap de setmana a Chicago. En assenyalar els suggerents títols, el periodista anònim va comentar: "Un està disposat a admetre que l'efecte pot ser una mica diferent del de l'escola dominical... Segurament [aquestes pel·lícules] no són només el tipus de selecció que faria el pare mitjà".
Le Rastaquouère Rodriguez y Papanagaz es considera actualment perduda.